# Alpinia amentacea
Alpinia amentacea är en enhjärtbladig växtart som beskrevs av Rosemary Margaret Smith. Alpinia amentacea ingår i släktet Alpinia och familjen Zingiberaceae. Inga underarter finns listade i Catalogue of Life.